# Пучиквар
Пучиквар (а-пучиквар) — мёртвый язык, некогда распространённый на Андаманских островах в Индии. На нём говорили люди из племени пучиквар, проживающие на острове Средний Андаман, северо-восточном побережье острова Южный Андаман и на острове Баратанг. Вымер в 1950-е годы.
Колонизация и процесс заселения Андаманских островов проходил с конца XIX и до начала XX века. В это время коренное андамандское население значительно сократилось в численности и вытеснены со своих традиционных территорий. Немногие оставшиеся в живых андаманцы жившие на Андаманских островах вскоре потеряли культурные и языковые различия между собой, которые ещё сохранялись в XIX веке, когда было описано около десяти племён. Большинство андаманских племён вымерли в XX веке. Немногие оставшиеся группы андаманцев объединились с каренскими и индийскими поселенцами острова Пролива. На сегодняшний момент примерно половина андаманцев говорит на новоандаманском языке — креольском языке, сформировавшемся на основе языков пучиквар, йерева, хинди и бирманского.